# Japurá (rivier)
De Japurá (Brazilië) (in Colombia de Río Caquetá) is een zijrivier van de Amazone met een lengte van 2280 kilometer. De rivier stroomt door Colombia en Brazilië.

## Geografie

### Colombiaanse loop
De Rio Caquetá ontstaat in de Macizo Colombiano, in de Páramo de las Papas, op 10 kilometer afstand van de oorsprong van de Magdalena in het departement Huila. In haar hoge loop stroomt ze naar het zuiden en loopt door het zuidelijk deel van het departement Cauca. De rivier vormt hierbij de natuurlijke grens tussen Cauca en het departement van Putumayo. Ze buigt nu naar het zuidoosten, dringt door in het dichte Amazoneregenwoud en vormt de grens tussen Putumayo en het departement Caquetá, in een strekking van meer dan 400 kilometer. Hier loopt de rivier door de plaatsen Solita en Tres Esquinas.
Na Tres Esquinas voegt de Orteguaza zich bij de Caquetá. In deze zelfde strekking, verderop, na het binnenkomen van Ecuador, komt ook de sterk stromende Caguán bij de Caquetá. De rivier buigt zich steeds meer naar het oosten en vormt nu de grens tussen de departementen Caquetá en Amazonas, in een andere strekking van ongeveer 500 kilometer waarin stroomversnellingen en watervallen voorkomen. In de omgeving van de bergen van Munoir vormt de Caquetá/Japurá de stroomversnellingen Araracuara en ontvangt een van haar belangrijkste zijrivieren, de Yari. In het departement Amazonas voegen nog twee rivieren zich erbij: de Cahuinari en de Miritiparaná. Niet ver van de grens met Brazilië vandaan ligt aan de rechteroever het plaatsje La Pedrera.

### Loop in Brazilië
Op de grens met Brazilië vloeit de Caquetá samen met de Apaporis (806 kilometer), die stroomopwaarts de grens vormt. Ter hoogte van de samenvloeiing ligt op de linkeroever Vila Bitencourt met een basis van het Braziliaanse leger en een vliegveld. Vervolgens dringt ze, nu Japurá genaamd, Amazonas binnen, een deelstaat van Brazilië. In haar lage loop ontvangt ze de Auati Parana en de Mirim Pirajuana.
De Japurá mondt uit aan de linkerkant van de Amazone, (hier nog met de naam Solimões), voor de Tefé. Ofschoon het een sterkstromende brede rivier is, is de aanwezigheid van stroomversnellingen en watervallen over haar ganse loop een belemmering voor de navigatie.

## Overig
De rivier is leefgebied voor vissen en reptielen, waaronder vooral de meerval, sidderaal, piranha's, schildpadden en alligators. De rivier wordt gebruikt voor transport en bevaren door boomstamkano's, motorboten en binnenvaartschepen die lokaal bekendstaan onder de naam Lanchas. De aanwezigheid van guerrilla's in het gebied beperkt het transport af en toe.
In de Braziliaanse deelstaat Amazonas ligt de gemeente Japurá.